# アルフレッド・ディ・ステファノ
アルフレッド・ステファノ・ディ・ステファノ・ラウテ（Alfredo Stefano Di Stéfano Lauthe, 1926年7月4日 - 2014年7月7日）は、アルゼンチン・ブエノスアイレス出身の元サッカー選手。レアル・マドリードの初代名誉会長。

## 概要
ペレやディエゴ・マラドーナと並んで史上最高のサッカー選手と言われている人物である。1950年代後半にUEFAチャンピオンズカップ5連覇を達成したレアル・マドリード黄金時代のエースとして活躍し、それまで2度しかリーグ優勝の経験がなかったレアル・マドリードを20世紀最優秀クラブに選ばれるほどのビッグクラブへと変えた選手である。また3ヶ国（アルゼンチン、コロンビア、スペイン）の代表経験があり、生涯では1126試合、893得点という記録を打ち立てた。一方でFIFAワールドカップでのプレー経験はなく、ジョージ・ベストらと共にワールドカップに出場していないスター選手の代表格として知られる。
バロンドールを2度受賞したほか、1989年に歴代最優秀選手としてスーパー・バロンドールに選出された。1998年には、盟友フェレンツ・プスカシュらと共にFIFAから偉大なサッカー選手10人に選ばれ、さらにディ・ステファノはそのトップに輝いた。ワールドサッカー誌選出の「20世紀の偉大なサッカー選手100人」やペレが選ぶ偉大なサッカー選手100人にも選出され、2003年にはスペイン人としてUEFAジュビリーアウォーズを受賞した。また、2008年から始まったUEFA会長賞の初代受賞者でもある。
現役引退後はアルゼンチンやスペインなどのクラブで監督を歴任し、2000年から2014年に亡くなるまでレアル・マドリードの名誉会長を務めた。

## 経歴

### 幼少時代
1926年7月4日、イタリア系移民の子供3兄弟の長男としてブエノスアイレス、バラカスで生まれる。イタリア系アルゼンチン人であるが、ベアルン出身のフランス人の祖父を持つ。幼少時代、アルフレッドと弟トゥリオはサッカーをしていたが、もう一人の弟ノルマはバスケットボールをしていた。また、10代の頃に実家の自小作農の手伝いをしており、サッカーをする上で武器となるスタミナを鍛えられた。当時、本人はプロスポーツ選手ではなく飛空士を目指していた。
12歳の時に、ラス・カルダレスというクラブに加入。そこでの活躍によりCAリーベル・プレートに目をつけられる。15歳の頃、"La Maquina"（機械）と呼ばれ当時世界トップクラスの強さを誇っていたリーベル・プレートのユースチームに入り、1943年にトップチームとプロ契約を結んだ。

### 南米時代
18歳の時に4部リーグでプレーし始め、3部、1部と昇格し、1945年にCAウラカン戦でトップチームデビューした。しかしトップチームではアンヘル・ラブルナら前線に優秀な選手が揃っていたことから、1946年にウラカンへレンタル移籍した。ウラカンでは25試合に出場して10ゴールを記録し、リーベル・プレートとウラカンとの試合では試合開始15秒で得点を挙げた。これらの活躍により、その翌年にリーベル・プレートへ復帰した。

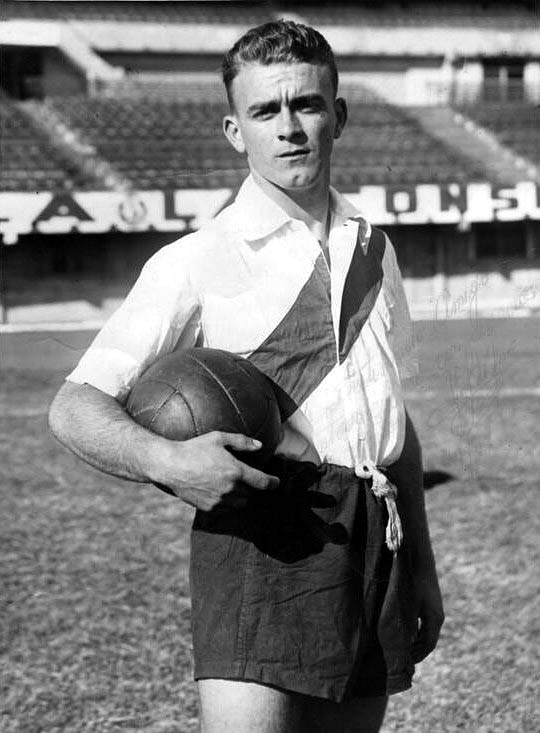
リーベル・プレート時代のディ・ステファノ

ディ・ステファノはアドルフォ・ペデルネラを移籍へと追いやり、そのシーズン27得点を挙げ得点王となる。その内の1点はペデルネラが移籍したCAアトランタ相手にアウェーで決めたものであり、その敗戦でアトランタは降格が決定。試合後に相手サポーターからの襲撃を受けて病院に運ばれた。1947年の南米選手権において、ボリビア戦でアルゼンチン代表デビューを果たすと、62分に初得点も記録。同大会ではコロンビア戦でのハットトリックを含む6得点を奪って優勝に貢献し、最優秀選手にも選ばれた。リーベル・プレートでは、2度リーグ優勝を果たした。
1949年のシーズン途中、給料問題や労働条件をめぐるゼネラル・ストライキによりリーベル・プレートを退団。1948年に創立したばかりであり、当時まだFIFAに加盟していなかったコロンビアリーグのミジョナリオスFCへ移籍した。当時のミジョナリオスは地元の財界人の出資によって経済力が非常に強く、リーベル・プレートで共にプレーしたペデルネラら有力選手を多く抱えていた。試合によってはいくらでも点が入るため、相手選手を刺激しすぎないよう「5点取ったらそれ以上はダンスをする（もう点を取らない）」という内輪のルールを決めていたといい、"Ballet Azul"（青いバレエ）の異名を持っていた。
シーズン途中からの参加であったが、移籍後初シーズンに15試合で16得点を挙げ、クラブのリーグ初優勝に貢献。ミジョナリオスでは4シーズンで292試合に出場、267ゴール記録、1951年（31得点）、1952年（20得点）には得点王になり、3度リーグを制覇したほかコパ・コロンビアなどのタイトルを獲得した。この活躍によりコロンビアサッカー連盟からのコロンビア代表への強い要請を受け（当時は複数の国の代表でプレーが可能だった）、コロンビア国籍を取得しコロンビア代表として4試合に出場したが、FIFAから正式に認められることはなかった。
当時ミジョナリオスと対戦した道工薫は、「信じられないようなテクニックとスピードの持ち主で、自陣からでもドリブルで突破してくる。彼を抑えるには、影のように密着マークするしかない。ほんの数cmでもスペースを与えたら、もう次の瞬間にはゴールを決められているんだ」と評した。
1952年にミジョナリオスは親善試合のためにスペイン遠征をした。すでにミジョナリオスのスポークスマンも務めていたディ・ステファノは試合前にミジョナリオスの会長、レアル・マドリードの会長サンティアゴ・ベルナベウと共にラジオに出演。ベルナベウは、この時の感想を「あの男は名選手の匂いがする」と地元記者に語った。ミジョナリオスのほかにノルウェーのクラブであるノルシェーピングも親善試合に招かれ、地元マドリードを本拠地とするレアル・マドリードを含めた3つのクラブで三者間トーナメントが行われた。ノルシェーピングとの試合は2-2の引き分けに終わったが、ミジョナリオスの2得点は共にディ・ステファノによるものであった。レアル・マドリードとの試合では4-2で勝利し、ここでもまた2得点を決めた。この活躍によってベルナベウはディ・ステファノの獲得を目指した。しかし、当時FCバルセロナのチーフスカウトをしていたジョゼップ・サミティエールもレアル・マドリード時代のコネクションでその試合の観戦チケットを入手しており、バルセロナも同選手の獲得に興味を示した。この2クラブの激しい争奪戦の末、1953年にレアル・マドリードへと移籍した。
最初に移籍話を持ちかけたのはバルセロナであり、1954年までディ・ステファノの保有権を持っていたリーベル・プレートに400万ペセタを支払った。その後、レアル・マドリードは同じようにミジョナリオスに150万ペセタを支払った。この件に関して、FIFAは先に交渉を行ったバルセロナの取引を認めた。しかし、その直後にスペインサッカー連盟は外国人選手の移籍に関する規約を改正し、バルセロナへの移籍を阻止。当時のバルセロナの会長であるエンリック・マルティ・カレトはマドリードへ赴いてベルナベウと話し合いの場を持ち、ユヴェントスFCへの移籍という条件と共にディ・ステファノを手放すことを容認した。その対談後にスペインサッカー連盟はレアル・マドリードとバルセロナで交互に1年ずつプレーさせる共同保有の取引を持ちかけた。この取引を承諾したカレトはカタルーニャ州のメディアから大きなバッシングを受けて辞任。バルセロナの選手として出場した2つの親善試合であまり活躍できなかったこともありバルセロナはこの取引に応じず、レアル・マドリードから550万ペセタを受け取ることによって選手の全保有権を譲渡した。

### 欧州時代
レアル・マドリードでの11シーズンで通算307得点、UEFAチャンピオンズカップ通算49得点、リーグ優勝8回、コパ・デル・レイ優勝1回、インターコンチネンタルカップ優勝1回、5度のリーグ得点王、1957年、1959年と2度のバロンドール受賞などの輝かしい成績を残した。またディ・ステファノを擁したこのチームは1955-56シーズンから1959-60シーズンまでチャンピオンズカップ5連覇という偉大な記録を打ち立て、ディ・ステファノも自身が29歳の時に始まった大会にも関わらずチャンピオンズカップ（UEFAチャンピオンズリーグは除く）最多得点記録保持者となっている。
9月23日にマドリードに到着したディ・ステファノは、その数時間後にFCナンシーとの親善試合でレアル・マドリードデビューした。試合結果は2対4で敗れたが、ディ・ステファノはその試合でヘディングから得点を挙げた。1953-54シーズンの3試合目となるラシン・サンタンデール戦で公式戦デビューを飾ると、公式戦初ゴールも記録。初のエル・クラシコでは2得点を挙げた。リーグ優勝を決めたバレンシア戦ではハットトリックを記録し、ピチーチ賞を受賞した。
1955年9月8日にセルヴェットFC戦でUEFAチャンピオンズカップデビュー。ACミランとの準決勝では、数日前まで喉疾患を患っていたにも関わらずプレーし、そのパフォーマンスにサン・シーロのミランサポーターから拍手を受けた。スタッド・ランスとの決勝戦では開始直後に2得点を奪われるも、反撃の口火を切る1点目を挙げて逆転勝利に導いた。1956-57シーズン、ディ・ステファノはリーグで30試合31得点と1試合1得点以上の得点率を記録してリーグ優勝に貢献。チャンピオンズカップ決勝のACFフィオレンティーナ戦でも後半70分にPKで先制点を挙げた。1959-60シーズンのチャンピオンズカップ決勝アイントラハト・フランクフルト戦では先制点こそ奪われたものの、ディ・ステファノ3得点、フェレンツ・プスカシュ4得点と2人で7点を奪い、5度目の優勝を飾った。5連覇を果たしたチャンピオンズカップの決勝全てで得点を挙げており、5試合で7得点を記録している。また、第4回大会決勝以外の4試合で、レアル・マドリードにおける1点目を奪っている。

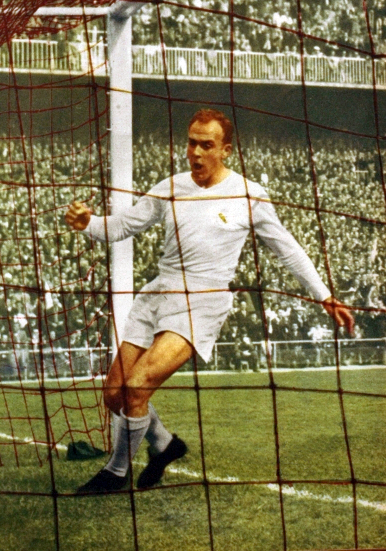
レアル・マドリード時代のディ・ステファノ

1960年から始まったインターコンチネンタルカップにおいて、コパ・リベルタドーレス優勝者のCAペニャロールと対戦。アウェーであるモンテビデオではスコアレスドローとなったが、マドリードでの2戦目では前半10分までにディ・ステファノの得点を含む3得点を記録し、結果5-1でペニャロールを下し初代王者となる。
また、プレーのみでなくチーム作りにも影響を与えた。フランシスコ・ヘントがレアル・マドリードに移籍してきた当初は他のクラブにレンタル移籍させる予定だったが、ディ・ステファノの希望によってクラブはヘントをチームに留まらせた。また、普段の練習では好調なプレーを見せるものの実際の試合ではあまり活躍することができなかったヘントを活かすため、ベルナベウに対して「ヘントがもっとプレーに関われるように、彼にパスを出せる左サイドMFを入れてほしい」と補強を要請し（ベルナベウによると、自分がパスしたボールをまた返してくれるプレーヤーが必要と語り）、アルゼンチン時代の友人であるエクトル・リアルを推薦した。一方で1959年にチームメイトとなったジジは1958年のFIFAワールドカップで活躍したにも関わらず、ディ・ステファノやプスカシュに人種差別的な発言を受けるなど折り合いがつかなかったことで、一年でチームを去っている。
1956年にはスペイン国籍を取得し、1957年1月30日のオランダ戦でスペイン代表デビューも果たしている。スペイン代表では4年間しかプレーしていないにも関わらず、エミリオ・ブトラゲーニョが更新するまで代表最多得点を保持していた。1960年に開催された第1回の欧州選手権では、第1回戦はディ・ステファノの3得点を含む2試合合計7-2でポーランド代表を圧倒したが、当時フランシスコ・フランコが総統として君臨していたスペインは、スペイン内戦時代に第二共和政を支援してフランコら反乱軍と敵対していたソビエト連邦との試合を許さず、第2回戦でソ連代表に不戦敗した。1962年、スペイン代表としてFIFAワールドカップに招集されたものの、怪我によって出場することができず、最後までワールドカップには縁がなかった。
1962年、再びチャンピオンズカップ決勝まで駒を進め、前年優勝したSLベンフィカと対戦した。その試合は5-3でレアル・マドリードが敗北を喫し、ディ・ステファノは無得点に終わるも、試合後にエウゼビオから「史上最も完成された選手」と賞賛された。同大会では7得点を挙げ、チームメイトのプスカシュらと共に得点王に輝いた。

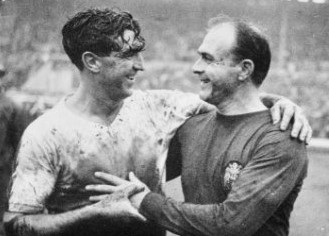
イングランドサッカー協会100周年記念試合に出場したディ・ステファノ

1963年8月、プレシーズンにスモールワールドカップ参加のためカラカスにいたディ・ステファノは反政府ゲリラFALNによって誘拐される。この事件はヨーロッパのほぼ全ての主要紙で報じられ、ベネズエラ政府が戦車部隊を出動させるほどの騒ぎとなった。事件から3日後にスペイン大使館前で解放された後、トーナメント最終戦のサンパウロFC戦で短時間のみプレーした。誘拐された時のことについて、ディ・ステファノは「最初から最後まで不安は消えなかったが、その一方で彼らとはよく喋ったし、一緒にドミノ（西洋カルタの一種）をした。私はその中でベストプレーヤーだったよ」と回想している。また、同年イングランドサッカー協会の設立100周年記念試合においては、FIFA選抜チームのキャプテンに指名された。
1964年にサンティアゴ・ベルナベウからテクニカルスタッフのオファーを受けるも、自身はまだ現役を続けるつもりであったためそのオファーは決裂し、UEFAチャンピオンズカップ決勝のインテル戦を最後にディ・ステファノはレアル・マドリードを去ることとなった。そして、現役時代はライバルであるバルセロナに所属し、スペイン代表で共にプレーしたこともあるラディスラオ・クバラに誘われ、クバラが監督をしていたエスパニョールに移籍。エスパニョールでのデビュー戦の相手は前所属のレアル・マドリードであり、その試合はエスパニョールが敗北した。
1966年、40歳で現役を引退する。1967年6月7日にエスタディオ・サンティアゴ・ベルナベウにチャンピオンズカップ覇者のセルティックFCを招き、アルフレッド・ディ・ステファノ・トロフィー（もしくはアルフレッド・ディ・ステファノ・カップ）と呼ばれる引退試合が行われた。

### 現役引退後

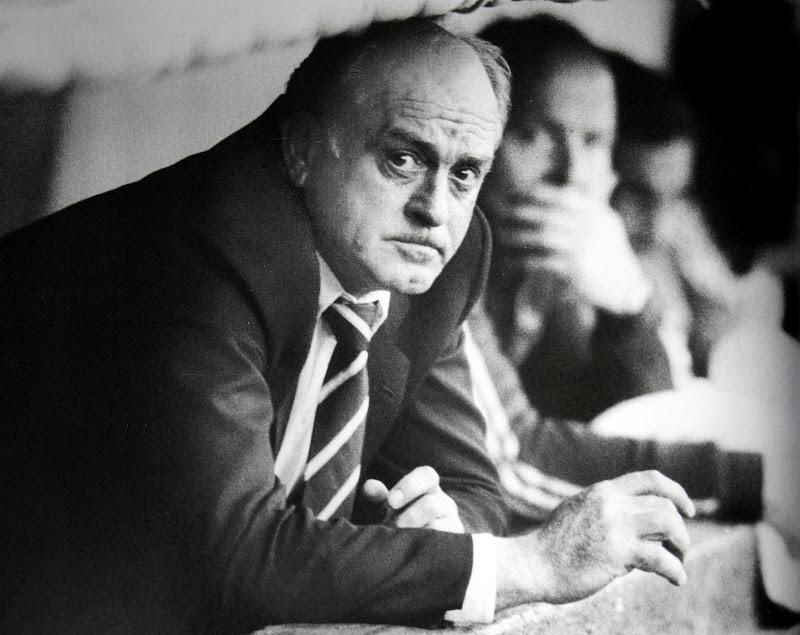
リーベル・プレートの監督を務めるディ・ステファノ

引退した翌年の1967年には、エルチェCFの監督に就任。さらにその翌年には、現役時代に所属したリーベル・プレートと激しいライバル関係を築いていたボカ・ジュニアーズの監督となり、プリメーラ・ディビシオン優勝に導いた。その後もスペインやポルトガル等のクラブで監督を務め、1979年にバレンシアの監督に就任。アーセナルとの決勝ではPK戦を制し、クラブ初のUEFAカップウィナーズカップを獲得した。1981年には古巣リーベル・プレートを率い、ここでもプリメーラを制覇した。1982年に古巣レアル・マドリードの監督に就任。ここではタイトルにこそ恵まれなかったものの、若手のカンテラ選手を積極的に起用して後のキンタ・デル・ブイトレの礎を築いた。この時のことについて、ディ・ステファノは「卵がかえるときにそばにいられた自分は幸運だっただけだ」とだけ語った。また、1990年に再びレアル・マドリードを率いたときには、同クラブでの監督として唯一のタイトルであるスーペルコパ・デ・エスパーニャを手にした。

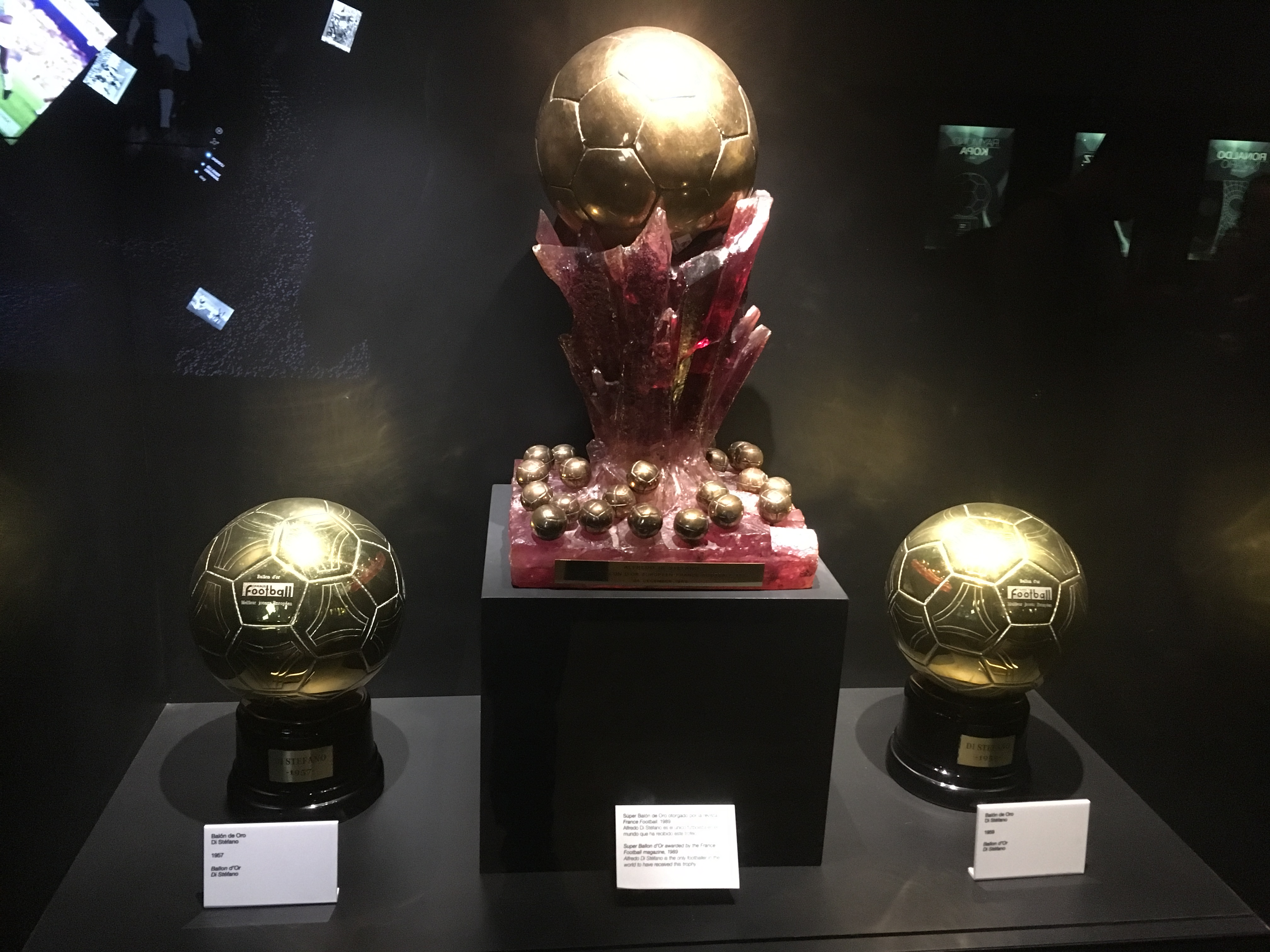
スーパー・バロンドールのトロフィー

1989年、フランス・フットボールよりヨハン・クライフ、ミシェル・プラティニと共にスーパー・バロンドールの候補に選ばれ、12月24日に同賞を受賞した。
2000年11月5日に開かれたクラブ総会でレアル・マドリードの名誉会長に就く。同年12月、レアル・マドリードがFIFAから20世紀最高のクラブに選出されたときにも、フロレンティーノ・ペレスと共にゼップ・ブラッター会長から賞を受け取った。ペレスはディ・ステファノが現役であった当時のレアル・マドリードをモデルとしてルイス・フィーゴやジネディーヌ・ジダン、ロナウドらを獲得し銀河系軍団と呼ばれるチームを作ったが、2004-05シーズンにスポーツ・ディレクターを務めたアリゴ・サッキは、ディ・ステファノが「酷い試合だ」と言い常にスタジアムを早めに去っていたと明かしている。
2005年8月25日、レアル・マドリードが初めて公認したドキュメンタリー映画であるReal, la películaの試写会に参加。そこで、かつて自身を誘拐した実行犯の中心人物であるパウル・デル・リオと再会した。2005年12月に、心筋梗塞でバレンシアの病院に緊急入院した。その後バイパス手術を受け、無事退院した。しかし、2005年からは心臓ペースメーカーを着用するようになった。
2006年5月にマドリード・バルデベバスのレアル・マドリード・カスティージャ専用スタジアム、エスタディオ・アルフレッド・ディ・ステファノが完成した。2008年2月17日、UEFAからUEFA会長賞に選ばれ、UEFA会長のプラティニから「偉人の中の偉人」と称えられトロフィーを授与された。同時にレアル・マドリードからも表彰され、レアル・マドリードの練習場シウダード・レアル・マドリードには1958年4月のブダペスト・ヴァシャシュSC戦でのゴールを捉えた自身の像が建てられた。また、2007-08シーズンより自身の名を冠したマルカ誌によるリーガ・エスパニョーラ最優秀選手賞、トロフェオ・アルフレッド・ディ・ステファノが始まった。第1回は、ディ・ステファノが現役時代に所属したレアル・マドリードでキャプテンを務めていたラウル・ゴンサレスが受賞した。

### 死去

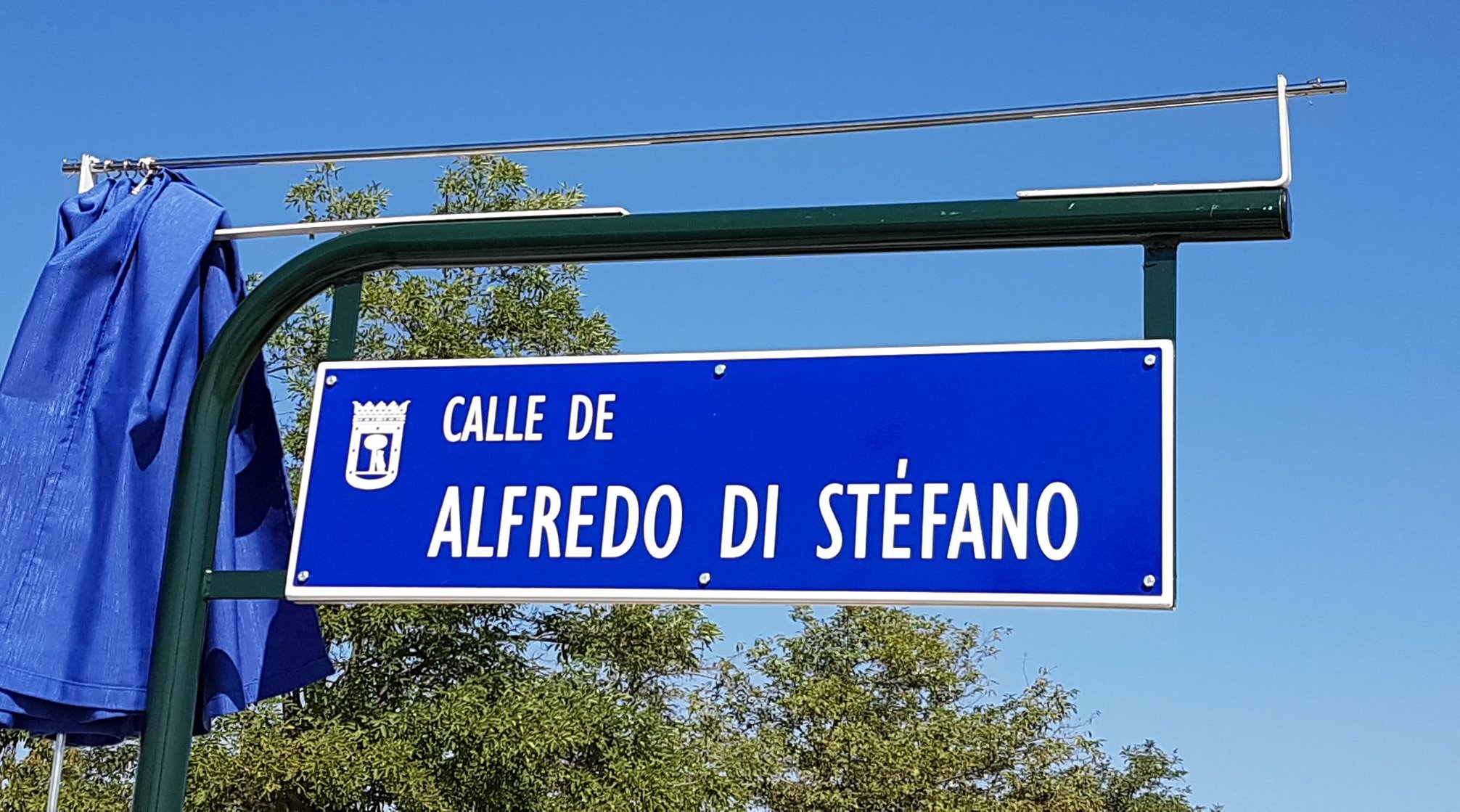
ディ・ステファノの名前が付けられた道路

2014年7月5日、サンティアゴ・ベルナベウ付近のレストランを出た直後に心臓発作を起こし、病院へ緊急搬送された。一時は容態安定も伝えられていたが、2日後の7月7日に死去した。88歳没。
ディ・ステファノの没後、7月9日に行われた2014 FIFAワールドカップ ブラジル大会準決勝のアルゼンチン 対 オランダ戦（アレーナ・デ・サンパウロ）のキックオフに先立ち、両軍選手及び観客により黙祷が捧げられた。7月16日には、リーベル・プレートとミジョナリオスがミジョナリオスのホームスタジアムであるエスタディオ・ネメシオ・カマーチョでディ・ステファノ追悼の親善試合を行った。
2017年9月、レアル・マドリード練習場近くの通りにディ・ステファノの名前が付けられた。

## 人物

### プレースタイル
サッカー界最初のトータルフットボーラー、万能型選手のパイオニアと評される ディ・ステファノのプレーの特徴は、プレーエリアの広さにある。ポジションはFWであったが、中盤に下がってのゲームメイクや守備能力にも長けた万能なプレイヤーであり、試合中はそのスタミナを活かして様々なポジションに顔を出した。レアル・マドリード時代の同僚であるミゲル・ムニョスはその能力を「ディ・ステファノが1人いればあらゆるポジションが2人いるのと同じことだ」と語り、元フランス代表選手、代表監督であり、レキップやフランス・フットボールのジャーナリストであったガブリエル・アノは「最高に完成されたプレイヤー。神の摂理のように彼の中心は至る所にあり、彼の周辺はどこにもない」と評した。また、ホセ・マリア・サラガ曰く、GKとしての腕も悪くなかったという。
組み立てからフィニッシュまでを1人でこなすディ・ステファノはストライカーとしても左右両足、頭でボールを自在に操り、スピード、嗅覚、戦術眼、テクニックなどサッカー選手に必要な能力をすべて高いレベルで併せ持つ。所属した3つのナショナルリーグやチャンピオンズカップで得点王になるなど高い決定力を誇ったが、レアル・マドリードにおいてフェレンツ・プスカシュの加入後は攻撃に参加することが減り、キャリア後半はプスカシュにクラブ得点王を譲ることとなった。得点だけでなくチャンスボールを供給することもでき、ペレはディ・ステファノについて「両足が使えて空中戦にも長け、まったく穴のない選手」と評している。
スター選手でありながらハードワーカーであり、泥臭いプレーも厭わないスタイルから「労働者」とも呼ばれた。

### 人となり

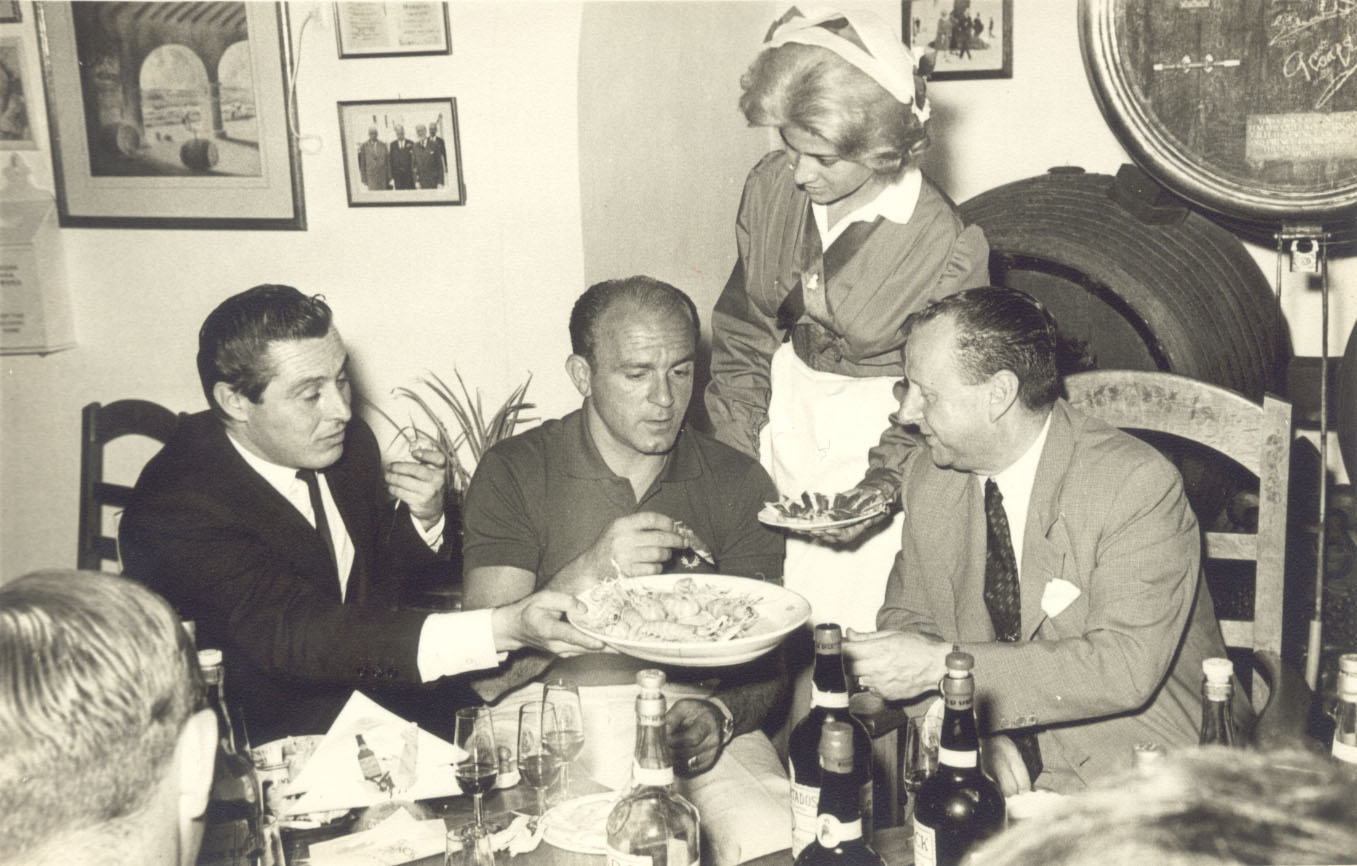
食事をするディ・ステファノ（1963年）

有名な愛称として選手時代のブロンドの矢が知られるが、特にレアル・マドリードの選手や関係者からは畏敬の念を込めてドン・アルフレッドと呼ばれることがある。
ディ・ステファノは気難しい性格で知られ、サッカー選手として多くの賞賛を浴びた一方でチームメイトから愛される選手と評されることはなかった。前述のジジの件のほか、長年プレーしたレアル・マドリードとの決別の際も、ディ・ステファノの尊大な態度が一部の人々の反感を買っていたことも要因の一つとされる。フランシスコ・ヘントは「ディ・ステファノの関心は2つのみ。試合に勝つことと、儲かる契約をすることだ」と語っている。
喫煙者ではあったが酒や散財に興味を示さず、2000年にエル・パイスに掲載されたインタビューでは「自分はタバコは吸うが、他は何もやらない。サッカー選手は身体に気を付けなければいけない」と語った。また、レアル・マドリード監督時代には、バイクで練習に通っていたエミリオ・ブトラゲーニョに対して「身体を気遣い、他の手段で通うべきだ」と諭し、その後友人に会うためにバイクに乗っているブトラゲーニョを見かけたディ・ステファノが罵声を浴びせたというエピソードもある。
監督時代にマノーロ・サンチスやブトラゲーニョらカスティージャCF所属選手を次々とトップチームデビューさせたディ・ステファノは、レアル・マドリードがマルセロやフェルナンド・ガゴ、ゴンサロ・イグアインら若手選手を外部から補強した際に「自分たちは雌鶏を持っている。しかし卵を外へ買いに行く」とクラブにおけるカンテラ軽視を嘆いた。しかしその後、ジョゼ・モウリーニョ監督時代には「良いカンテラーノは成功を勝ち取るものであり、それが出ないのは運が悪いということだ」とも語っている。

## 評価
FIFAワールドカップに出ていないことやテレビが普及する前の時代の選手であることもあり知名度はあまり高くはないが、史上最高のサッカー選手の1人と言われている。2008年に行われたレアル・マドリード史上最高の選手を選ぶ公式サイト上でのインターネット投票では、クラブ史上最高の選手に選ばれた。
FIFAの会長であったゼップ・ブラッターは、同選手を「過去50年間では間違いなく最高の選手」と述べている。また、当時ライバルであるFCバルセロナ、UEFAチャンピオンズカップ 1963-64決勝にてインテルを率いていたエレニオ・エレーラは、ペレを「オーケストラの第1ヴァイオリン奏者」と喩えたのに対し、ディ・ステファノを「オーケストラそのものだ」と語った。
1997年にRAIの番組に出演したディエゴ・マラドーナは「私がペレより良い選手であったかどうかはわからない、しかしディ・ステファノがペレより良かったことは疑いようがない」と語り、また2019年にもアス紙に「最高だったのはディ・ステファノだと思う。彼は誰よりも優れていた、私よりもだ」と史上最高の選手に名前を挙げた。ペレもまた、「史上最高はペレかマラドーナだと皆さんは言うが、わたしにとって最高の選手はアルフレッド・ディ・ステファノだ」と述べた。ヨハン・クライフは好きな選手としてディ・ステファノの名前を挙げており、センターフォワードでありながらミッドフィールダーの位置で幅広く動き周り積極的に守備に加わるというディ・ステファノのプレースタイルを理想としていた。ボビー・チャールトンは彼を「最も頭の良い選手」、「ピッチの真っただ中に、独自の司令部を設けているかのようだったよ。繊細なプレーと力強さの両方を持ち合わせていた」と評した。その他エウゼビオやルイス・スアレス、サンドロ・マッツォーラ、ジョン・チャールズ、フランツ・ベッケンバウアーら現役時代のディ・ステファノを知る多くのサッカー選手から、最も完成度の高い選手との評価を受けている。

## エピソード
- スペインの伝説的選手であり、バルセロナに所属していたルイス・スアレスの愛称である「アルキテクト」は、ディ・ステファノの「まるでアルキテクト（建築家）のように試合を組み立てる」という発言に由来している。
- 1955年、UEFAチャンピオンズカップ初戦のセルヴェットFC戦にて0-0で迎えたハーフタイム中、当時皇太子であったフアン・カルロス1世がロッカールームで選手たちを激励し、ディ・ステファノへ向けて「さあ、この男こそ王者です」という文句を口にした[65]。
- ヨハン・クライフは背番号14を好んで着用した理由として「9番はディ・ステファノ、10番はペレの背番号だから」と語っている。
- 1950年に結婚し、6人の子宝に恵まれた[66]。2005年に妻を亡くしたディ・ステファノは、2013年にディ・ステファノの個人秘書を務める50歳年下のコスタリカ人女性と結婚した[67]。

## 成績

### クラブ成績
| シーズン                 | 所属クラブ               | 所属リーグ               | 国内リーグ | 国内リーグ | 国内カップ | 国内カップ | 国際カップ | 国際カップ | 国際カップ | 通算   | 通算   |
| シーズン                 | 所属クラブ               | 所属リーグ               | 試合数     | 得点数     | 試合数     | 得点数     | 大会       | 試合数     | 得点数     | 試合数 | 得点数 |
| ------------------------ | ------------------------ | ------------------------ | ---------- | ---------- | ---------- | ---------- | ---------- | ---------- | ---------- | ------ | ------ |
| 1945                     | CAリーベル・プレート     | プリメーラ・ディビシオン | 1          | 0          | —          | —          | —          | —          | —          | 1      | 0      |
| 1946                     | CAウラカン（loan）       | プリメーラ・ディビシオン | 25         | 10         | —          | —          | —          | —          | —          | 25     | 10     |
| 1947                     | CAリーベル・プレート     | プリメーラ・ディビシオン | 29         | 27         | —          | —          | —          | —          | —          | 29     | 27     |
| 1948                     | CAリーベル・プレート     | プリメーラ・ディビシオン | 23         | 13         | —          | —          | SA         | 6          | 4          | 29     | 17     |
| 1949                     | CAリーベル・プレート     | プリメーラ・ディビシオン | 12         | 9          | —          | —          | —          | —          | —          | 12     | 9      |
| CAリーベル・プレート通算 | CAリーベル・プレート通算 | CAリーベル・プレート通算 | 65         | 49         | —          | —          | -          | 6          | 4          | 71     | 53     |
| 1949                     | ミジョナリオスFC         | カテゴリア・プリメーラA  | 15         | 16         | —          | —          | —          | —          | —          | 15     | 16     |
| 1950                     | ミジョナリオスFC         | カテゴリア・プリメーラA  | 29         | 23         | —          | —          | —          | —          | —          | 29     | 23     |
| 1951                     | ミジョナリオスFC         | カテゴリア・プリメーラA  | 34         | 32         | —          | —          | —          | —          | —          | 34     | 32     |
| 1952                     | ミジョナリオスFC         | カテゴリア・プリメーラA  | 24         | 19         | —          | —          | —          | —          | —          | 24     | 19     |
| ミジョナリオスFC通算     | ミジョナリオスFC通算     | ミジョナリオスFC通算     | 102        | 90         | 10         | 10         | -          | -          | -          | 112    | 100    |
| 1953-54                  | レアル・マドリード       | プリメーラ・ディビシオン | 28         | 27         | —          | —          | —          | —          | —          | 28     | 27     |
| 1954–55                  | レアル・マドリード       | プリメーラ・ディビシオン | 30         | 25         | —          | —          | LC         | 2          | 0          | 32     | 25     |
| 1955–56                  | レアル・マドリード       | プリメーラ・ディビシオン | 30         | 24         | —          | —          | CC         | 7          | 5          | 37     | 29     |
| 1956-57                  | レアル・マドリード       | プリメーラ・ディビシオン | 30         | 31         | 3          | 3          | CC/LC      | 8/2        | 7/2        | 43     | 43     |
| 1957–58                  | レアル・マドリード       | プリメーラ・ディビシオン | 30         | 19         | 7          | 7          | CC         | 7          | 10         | 44     | 36     |
| 1958-59                  | レアル・マドリード       | プリメーラ・ディビシオン | 28         | 23         | 8          | 5          | CC         | 7          | 6          | 43     | 34     |
| 1959–60                  | レアル・マドリード       | プリメーラ・ディビシオン | 23         | 12         | 5          | 3          | CC         | 6          | 8          | 34     | 23     |
| 1960–61                  | レアル・マドリード       | プリメーラ・ディビシオン | 23         | 21         | 9          | 8          | CC/IC      | 2/2        | 0/1        | 36     | 30     |
| 1961–62                  | レアル・マドリード       | プリメーラ・ディビシオン | 23         | 11         | 8          | 4          | CC         | 10         | 7          | 41     | 22     |
| 1962–63                  | レアル・マドリード       | プリメーラ・ディビシオン | 13         | 12         | 9          | 8          | CC         | 2          | 1          | 24     | 21     |
| 1963–64                  | レアル・マドリード       | プリメーラ・ディビシオン | 24         | 11         | 1          | 1          | CC         | 9          | 5          | 34     | 17     |
| レアル・マドリード通算   | レアル・マドリード通算   | レアル・マドリード通算   | 282        | 216        | 50         | 39         | -          | 64         | 52         | 396    | 307    |
| 1964-65                  | RCDエスパニョール        | プリメーラ・ディビシオン | 24         | 7          | 3          | 2          | —          | —          | —          | 27     | 9      |
| 1965-66                  | RCDエスパニョール        | プリメーラ・ディビシオン | 23         | 4          | 4          | 1          | FC         | 6          | 0          | 33     | 5      |
| RCDエスパニョール通算    | RCDエスパニョール通算    | RCDエスパニョール通算    | 47         | 11         | 7          | 3          | -          | 6          | 0          | 60     | 14     |
| 通算                     | 通算                     | 通算                     | 521        | 376        | 67         | 52         | -          | 76         | 56         | 664    | 484    |

### 代表成績
| 年               | ワールドカップ   | ワールドカップ   | 大陸選手権       | 大陸選手権       | 親善試合         | 親善試合         | 通算             | 通算             |
| 年               | 試合数           | 得点数           | 試合数           | 得点数           | 試合数           | 得点数           | 試合数           | 得点数           |
| アルゼンチン代表 | アルゼンチン代表 | アルゼンチン代表 | アルゼンチン代表 | アルゼンチン代表 | アルゼンチン代表 | アルゼンチン代表 | アルゼンチン代表 | アルゼンチン代表 |
| ---------------- | ---------------- | ---------------- | ---------------- | ---------------- | ---------------- | ---------------- | ---------------- | ---------------- |
| 1947             | 0                | 0                | 6                | 6                | 0                | 0                | 6                | 6                |
| 通算             | 0                | 0                | 6                | 6                | 0                | 0                | 6                | 6                |
| スペイン代表     |                  |                  |                  |                  |                  |                  |                  |                  |
| 1957             | 4                | 2                | 0                | 0                | 3                | 5                | 7                | 7                |
| 1958             | 0                | 0                | 0                | 0                | 4                | 1                | 4                | 1                |
| 1959             | 0                | 0                | 2                | 3                | 3                | 3                | 5                | 6                |
| 1960             | 0                | 0                | 0                | 0                | 8                | 6                | 8                | 6                |
| 1961             | 4                | 2                | 0                | 0                | 3                | 1                | 7                | 3                |
| 通算             | 8                | 4                | 2                | 3                | 21               | 16               | 31               | 23               |
| 総通算           | 8                | 4                | 8                | 9                | 21               | 16               | 37               | 29               |

### 代表でのゴール
| アルゼンチン代表 | アルゼンチン代表 | アルゼンチン代表                                                 | アルゼンチン代表 | アルゼンチン代表 | アルゼンチン代表 | アルゼンチン代表            |
| #                | 日付             | 対戦場所                                                         | 対戦チーム       | スコア           | 結果             | 大会                        |
| ---------------- | ---------------- | ---------------------------------------------------------------- | ---------------- | ---------------- | ---------------- | --------------------------- |
| 1.               | 1947年12月2日    | ジョージ・キャプウェル, グアヤキル, エクアドル                   | パラグアイ       | 6 - 0            | 7 - 0            | 南米選手権1947              |
| 2.               | 1947年12月11日   | ジョージ・キャプウェル, グアヤキル, エクアドル                   | ペルー           | 2 - 1            | 3 - 2            | 南米選手権1947              |
| 3.               | 1947年12月16日   | ジョージ・キャプウェル, グアヤキル, エクアドル                   | チリ             | 1 - 0            | 1 - 1            | 南米選手権1947              |
| 4.               | 1947年12月18日   | ジョージ・キャプウェル, グアヤキル, エクアドル                   | コロンビア       | 2 - 0            | 6 - 0            | 南米選手権1947              |
| 5.               | 1947年12月18日   | ジョージ・キャプウェル, グアヤキル, エクアドル                   | コロンビア       | 5 - 0            | 6 - 0            | 南米選手権1947              |
| 6.               | 1947年12月18日   | ジョージ・キャプウェル, グアヤキル, エクアドル                   | コロンビア       | 6 - 0            | 6 - 0            | 南米選手権1947              |
| スペイン代表     |                  |                                                                  |                  |                  |                  |                             |
| #                | 日付             | 対戦場所                                                         | 対戦チーム       | スコア           | 結果             | 大会                        |
| 1.               | 1957年1月30日    | サンティアゴ・ベルナベウ, マドリード, スペイン                   | オランダ         | 1 - 0            | 5 - 1            | 親善試合                    |
| 2.               | 1957年1月30日    | サンティアゴ・ベルナベウ, マドリード, スペイン                   | オランダ         | 3 - 0            | 5 - 1            | 親善試合                    |
| 3.               | 1957年1月30日    | サンティアゴ・ベルナベウ, マドリード, スペイン                   | オランダ         | 5 - 0            | 5 - 1            | 親善試合                    |
| 4.               | 1957年3月31日    | ボードゥアン国王競技場, ブリュッセル, ベルギー                   | ベルギー         | 1 - 0            | 5 - 0            | 親善試合                    |
| 5.               | 1957年3月31日    | ボードゥアン国王競技場, ブリュッセル, ベルギー                   | ベルギー         | 4 - 0            | 5 - 0            | 親善試合                    |
| 6.               | 1957年11月24日   | スタッド・オランピック・ドゥ・ラ・ポンテーズ, ローザンヌ, スイス | スイス           | 1 - 0            | 4 - 1            | 1958年W杯予選               |
| 7.               | 1957年11月24日   | スタッド・オランピック・ドゥ・ラ・ポンテーズ, ローザンヌ, スイス | スイス           | 3 - 0            | 4 - 1            | 1958年W杯予選               |
| 8.               | 1958年4月13日    | サンティアゴ・ベルナベウ, マドリード, スペイン                   | ポルトガル       | 1 - 0            | 1 - 0            | 親善試合                    |
| 9.               | 1959年2月28日    | スタディオ・オリンピコ, ローマ, イタリア                         | イタリア         | 1 - 1            | 1 - 1            | 親善試合                    |
| 10.              | 1959年6月28日    | シレジアン・スタジアム, ホジュフ, ポーランド                     | ポーランド       | 2 - 1            | 4 - 2            | 1960 欧州ネイションズカップ |
| 11.              | 1959年6月28日    | シレジアン・スタジアム, ホジュフ, ポーランド                     | ポーランド       | 4 - 1            | 4 - 2            | 1960 欧州ネイションズカップ |
| 12.              | 1959年10月14日   | サンティアゴ・ベルナベウ, マドリード, スペイン                   | ポーランド       | 1 - 0            | 3 - 0            | 1960 欧州ネイションズカップ |
| 13.              | 1959年11月22日   | エスタディオ・デ・メスタージャ, バレンシア, スペイン             | オーストリア     | 4 - 2            | 6 - 3            | 親善試合                    |
| 14.              | 1959年11月22日   | エスタディオ・デ・メスタージャ, バレンシア, スペイン             | オーストリア     | 5 - 2            | 6 - 3            | 親善試合                    |
| 15.              | 1960年3月13日    | カンプ・ノウ, バルセロナ, スペイン                               | イタリア         | 2 - 1            | 3 - 1            | 親善試合                    |
| 16.              | 1960年7月10日    | エスタディオ・ナシオナル, リマ, ペルー                           | ペルー           | 1 - 0            | 3 - 1            | 親善試合                    |
| 17.              | 1960年7月14日    | エスタディオ・ナシオナル・デ・チリ, サンティアゴ, チリ           | チリ             | 1 - 0            | 4 - 0            | 親善試合                    |
| 18.              | 1960年7月14日    | エスタディオ・ナシオナル・デ・チリ, サンティアゴ, チリ           | チリ             | 2 - 0            | 4 - 0            | 親善試合                    |
| 19.              | 1960年7月17日    | エスタディオ・ナシオナル・デ・チリ, サンティアゴ, チリ           | チリ             | 1 - 0            | 4 - 1            | 親善試合                    |
| 20.              | 1960年7月17日    | エスタディオ・ナシオナル・デ・チリ, サンティアゴ, チリ           | チリ             | 2 - 0            | 4 - 1            | 親善試合                    |
| 21.              | 1961年4月19日    | ニニアン・パーク, カーディフ, ウェールズ                         | ウェールズ       | 2 - 1            | 2 - 1            | 1962年W杯予選               |
| 22.              | 1961年6月11日    | サンチェス・ピスフアン, セビリア, スペイン                       | アルゼンチン     | 2 - 0            | 2 - 0            | 親善試合                    |
| 23.              | 1961年11月23日   | サンティアゴ・ベルナベウ, マドリード, スペイン                   | モロッコ         | 2 - 1            | 3 - 2            | 1962年W杯予選               |

## 獲得タイトル
| アルゼンチン代表 - 南米選手権 : 1回 1947 アルゼンチン - プリメーラ・ディビシオン : 2回 1945, 1947 コロンビア - コロンビアン・チャンピオンシップ : 3回 1949, 1951, 1952 - コロンビアカップ : 1回 1953 - スモールワールドカップ : 1回 1953 スペイン - プリメーラ・ディビシオン : 8回 1953-54, 1954-55, 1956-57, 1957-58, 1960-61, 1961-62, 1962-63, 1963-64 - コパ・デル・レイ : 1回 1961-62 - UEFAチャンピオンズカップ : 5回 1955-56, 1956-57, 1957-58, 1958-59, 1959-60 - インターコンチネンタルカップ : 1回 1960 - ラテン・カップ : 2回 1955, 1957 - スモールワールドカップ : 1回 1956 | アルゼンチン - プリメーラ・ディビシオン : 2回 1969, 1981 - アルゼンチンカップ : 1回 1969 スペイン - プリメーラ・ディビシオン : 1回 1970-71 - セグンダ・ディビシオン : 1回 1986-87 - スーペルコパ・デ・エスパーニャ : 1回 1990 - UEFAカップウィナーズカップ : 1回 1979-80 |

## 個人タイトル
- アルゼンチンリーグ得点王 : 1947

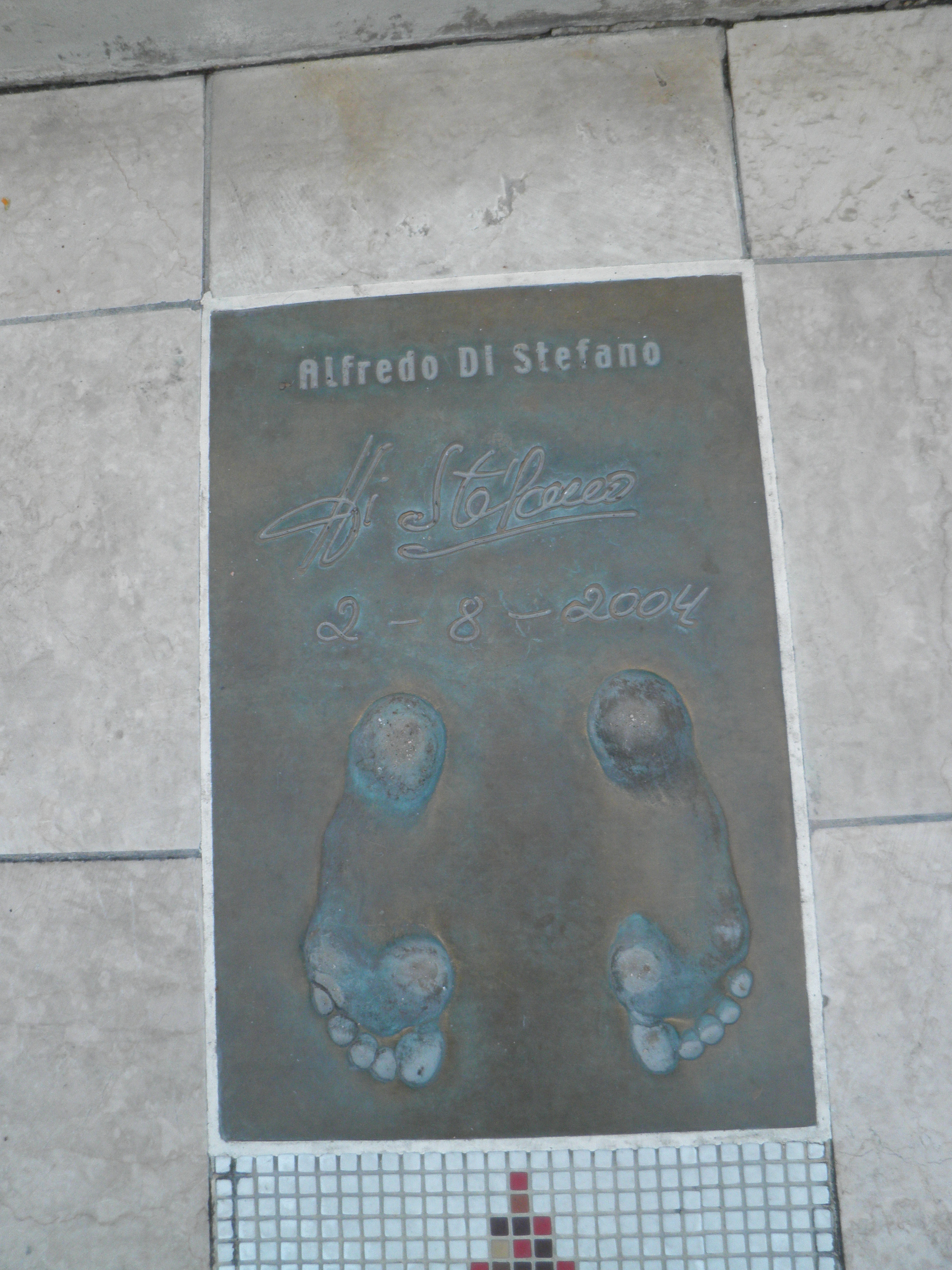
ディ・ステファノのチャンピオンズ・プロムナード

- コロンビアリーグ得点王 : 1951, 1952
- スペインリーグ得点王 : 1954, 1956, 1957, 1958, 1959
- スモールワールドカップ得点王 : 1956
- UEFAチャンピオンズカップ得点王 : 1958, 1962
- 南米ゴールデンブーツ : 1947, 1951
- コパ・アメリカ最優秀選手賞 : 1947
- スペイン最優秀選手賞 : 1957, 1959, 1960, 1964
- 南米最優秀選手賞 : 1947, 1953
- 欧州最優秀選手賞 : 1957, 1959
- 歴代最優秀選手賞 : 1989
- 20世紀ワールドチーム : 1998
- 20世紀世界最優秀選手 4位 (1999年、国際サッカー歴史統計連盟)[68]
- 20世紀の偉大なサッカー選手100人 - 6位 : 1999
- UEFAジュビリーアウォーズ : 2003
- UEFAゴールデンジュビリーポール - 6位 : 2004
- FIFA 100 : 2004
- all time legend : 2004
- マルカ・レジェンダ : 2008
- UEFA会長賞　2008